# 吳昌衍
吳昌衍（14世紀—15世紀），江西撫州府臨川縣人，明朝政治人物。

## 生平
吳昌衍是永樂十五年（1417年）的舉人，十九年（1421年）成進士，授鹽亭知縣，正統元年（1436年）獲選於行在都察院問刑，次年陞任河南道監察御史，曾彈劾右都御史陳智，又以勞民傷財請不要遷移邊城。
正統十一年（1446年），吳昌衍在服喪完畢後調任浙江道監察御史，十三年（1448年）陞四川左參政，致仕家居後不輕易與人交往，八十多歲才去世，入祀鄉賢祠。

## 引用
1. 1 2  同治《臨川縣志·卷四十·人物》：吳昌衍，永樂丁酉舉人，辛丑進士，厯官監察御史，劾都御史陳智，廷論偉之，時議欲移邊城，昌衍奏以勞民傷財後必致患事，事遂寢。致仕家居，不妄交接，卒年八十有餘，祀鄉賢祠。
2. ↑  同治《臨川縣志·卷三十六下·選舉》：進士……明……永樂十九年 辛丑 曾鶴齡榜……吳昌衍……舉人……明……永樂十五年 丁酉……吳昌衍 永樂辛丑進士，御史
3. ↑  《明英宗睿皇帝實錄·卷二十二》：（正統元年九月丁未）命行在吏部以大理寺左寺副夏銘等十七員於行在都察院問刑，先是上以監察御史多缺員，令都察院堂上官及各道官舉之，仍令問刑半年，然後考驗奏除，於是右都御史陳智等舉銘及州判官馮傑，知縣李俊、胡鑑、何永芳、姚福、王子倫、張斌、周冊、方冊、計澄、吳昌衍，行人李磐，推官曹瑋、馬恭、陳固，副斷事周濟俱堪任風憲，故有是命。
4. ↑  《明英宗睿皇帝實錄·卷三十五》：（正統二年十月）壬申擢直隸如皋縣知縣吳復、浙江歸安縣知縣周軏、四川鹽亭縣知縣吳昌衍為監察御史，復等先以朝臣薦舉理刑考稱故擢之。
5. ↑  《明英宗睿皇帝實錄·卷一百四十六》：（正統十一年十月壬寅）復除河南道監察御史吳昌衍於浙江道，張海於廣東道，浙江道監察御史張斌於雲南道，俱以親喪服闋也。
6. ↑  《明英宗睿皇帝實錄·卷一百六十六》：（正統十三年五月）甲辰陞……監察御史……吳昌衍為四川左參政……